# Centro Médico Teknon
El Centro Médico Teknon, también conocido como la Clínica Teknon es un centro médico privado de Barcelona (España). Fue fundado en 1994 tomando como sede Can Vilana, un palacete de estilo neoclásico Can Vilana, en el barrio de Sant Gervasi-La Bonanova.

## Historia
El centro médico tiene sus orígenes en una antigua clínica pediátrica que adquirió el financiero Javier de la Rosa, a instancias de su esposa, Mercedes Misol. En 1994 pasó a manos de la estadounidense Tenet Healthcare Corporation. En ese momento empleaba a 300 médicos y otros 1100 profesionales, y en 1999 realizó 10 700 intervenciones quirúrgicas. Pronto consolidó su posición en el sector privado de Barcelona después de varios cambios en su accionariado. En 2000 la clínica abrió un centro de tratamiento oncológico, el llamado Instituto Oncológico Teknon (IOT). El IOT está afiliado al Memorial Sloan-Kettering Cancer Center de Nueva York, centro de referencia mundial en la prevención y tratamiento del cáncer. Sus instalaciones ocupan 3000 metros cuadrados dedicados a un área de consultas externas, un hospital de día oncológico y un centro de radioterapia, que cuenta con dos aceleradores lineales de última generación. La construcción y equipamiento del nuevo centro ha exigido una inversión de 5500 millones de pesetas del momento.
En 2004 Tenet Healthcare Corporation lo vendió al fondo británico BC Partners por 70 millones. En 2010, el fondo privado Magnum cerró con BC Partners un acuerdo de compra la Clínica Teknon de Barcelona por 140 millones de euros. Esta entidad sanitaria contaba entonces con una plantilla de 750 profesionales. En 2013 el grupo hospitalario Quirón, propiedad de Doughty Hanson, compró Teknon, que pasó a formar parte del Grupo Quirónsalud.

## Volumen asistencial
En 2019 el Centro Médico Teknon registró un volumen de 19 500 altas hospitalarias, y un total de unas 75 500 estancias y 235 000 pruebas diagnósticas.